# Nils Bäckström
Nils Bäckström, född 29 juni 1986, är en svensk ishockeyspelare som spelar för AIK Ishockey i Hockeyallsvenskan.

## Spelarkarriär
Bäckström började sin juniorishockey i Stocksund för att senare gå till Djurgårdens IF Hockey. Han draftades av Detroit Red Wings i den nionde rundan 2004. 2006 flyttade han till Nordamerika för att studera och spela ishockey för University of Alaska Anchorages idrottsförening Alaska Anchorage Seawolves ishockeylag. Under sommaren 2009 var han närvarande vid Washington Capitals utvecklings- och träningsläger. Mellan 2010 och 2012 spelade han för Ilves i FM-ligan, Finland. Nils startade säsongen 2012-2013 i Timrå, i januari 2013 skrev han på för AIK. Han blev säsongen 2013–14 utsedd till bäste back i VHL. På nyårsdagen 2014 skrev han åter på för AIK.

## Statistik
|         |                            |                           |    | Grundserie | Grundserie | Grundserie | Grundserie | Grundserie |   | Slutspel/Kval | Slutspel/Kval | Slutspel/Kval | Slutspel/Kval | Slutspel/Kval |
| Säsong  | Lag                        | Liga                      | GP | G          | A          | Pts        | PIM        | GP         | G | A             | Pts           | PIM           |               |               |
| ------- | -------------------------- | ------------------------- | -- | ---------- | ---------- | ---------- | ---------- | ---------- | - | ------------- | ------------- | ------------- | ------------- | ------------- |
| 2006–07 | Alaska Anchorage Seawolves | NCAA                      | 33 | 1          | 9          | 10         | 44         |            |   |               |               |               |               |               |
| 2007–08 | Alaska Anchorage Seawolves | NCAA                      | 16 | 1          | 2          | 3          | 18         |            |   |               |               |               |               |               |
| 2008–09 | Alaska Anchorage Seawolves | NCAA                      | 34 | 4          | 4          | 8          | 38         |            |   |               |               |               |               |               |
| 2009–10 | Alaska Anchorage Seawolves | NCAA                      | 27 | 0          | 3          | 3          | 30         |            |   |               |               |               |               |               |
| 2009–10 | Alaska Aces                | ECHL                      | 4  | 0          | 1          | 1          | 0          | 1          | 0 | 0             | 0             | 0             |               |               |
| 2010–11 | Ilves                      | FM-ligan i ishockey       | 48 | 4          | 2          | 6          | 52         | 4          | 0 | 0             | 0             | 4             |               |               |
| 2011–12 | Ilves                      | FM-ligan i ishockey       | 57 | 2          | 7          | 9          | 79         | 1          | 0 | 1             | 1             | 2             |               |               |
| 2012–13 | Timrå IK                   | Elitserien                | 43 | 0          | 4          | 4          | 30         |            |   |               |               |               |               |               |
| 2012–13 | AIK Ishockey               | Elitserien                | 10 | 0          | 1          | 1          | 8          |            |   |               |               |               |               |               |
| 2013–14 | Rubin Tiumen               | Vyssjaja chokkejnaja liga | 42 | 6          | 10         | 4          | 16         | 22         | 4 | 5             | 9             | 16            | 10            |               |
| 2014–15 | Rubin Tiumen               | Vyssjaja chokkejnaja liga | 15 | 0          | 3          | 3          | 18         |            |   |               |               |               |               |               |
| 2014–15 | AIK Ishockey               | Hockeyallsvenskan         | 0  | 0          | 0          | 0          | 0          |            |   |               |               |               |               |               |